# Claude-Charles de Peyssonnel
Pour les articles homonymes, voir Peyssonnel.
Claude-Charles de Peyssonnel, né à Marseille en juillet 1727 et mort à Paris en mai 1790, est un diplomate et écrivain français.

## Biographie
En 1748, il alla rejoindre son père, Charles de Peyssonnel, qui venait d'être nommé consul de France à Smyrne et qui occupa ce poste jusqu'à sa mort en 1757. Claude-Charles de Peyssonnel fut successivement consul de France en Crimée en 1753, à La Canée en 1757, puis à Smyrne en 1763. En 1782, il prit sa retraite et s'établit à Paris, où il publia plusieurs ouvrages nourris des observations qu'il avait faites pendant près de 35 ans dans l'Empire ottoman.
Son ouvrage le plus connu, le premier qu'il rédigea à son retour en France, se compose d'une série de 57 textes satiriques intitulés les Numéros, dont il fit paraître en 1785 une version abrégée sous le titre L'Anti-radoteur, ou le Petit philosophe moderne. Un critique littéraire écrivait à son propos en 1786 : 

« On s'est récrié contre les peintures qu'a tracées de Paris un écrivain observateur ; et le livre a été enlevé, et les éditions s'en sont multipliées. On s'est plaint qu'il voyait tout en noir. Quelques voluptueux, quelques petits-maîtres, une trentaine de jolies femmes, ont assuré que la vie à Paris était délicieuse : mais trois ou quatre cent mille habitants, ou blasés, ou déçus de leurs projets, ou écrasés par les heureux du siècle, ou désabusés chacun par le sentiment très réel de leur mal-être, forment une prépondérance de voix qui donne gain de cause à ce peintre fidèle. [...] Le chaos de Paris, la discordance de ses édifices, la multitude et le genre des nouveaux bâtiments, le goût pour les chevaux et pour les chiens, nos modes, nos usages, nos bals si tristes, nos dîners d'étiquette, les projets insensés sont tour à tour l'objet de sa censure. »

## Principales publications
- Essai sur les troubles actuels de la Perse et de la Géorgie, 1754
- Observations historiques et géographiques sur les peuples barbares qui ont habité les bords du Danube et du Pont-Euxin, 1765
- Les Numéros, 2 vol., 1782-1784
- Lettre de M. de Peyssonnel, contenant quelques observations relatives aux mémoires qui ont paru sous le nom de M. le baron de Tott, 1785 Texte en ligne
- L'Anti-radoteur, ou le Petit philosophe moderne, 1785. Réédité sous le titre : Petite Chronique du ridicule, les Français ont-ils changé depuis 1782 ? Paris : Payot et Rivages, 2007
- Traité sur le commerce de la mer Noire, 1787
- Examen du livre intitulé Considérations sur la guerre actuelle des Turcs par M. de Volney, 1788
- Situation politique de la France et ses rapports actuels avec toutes les puissances de l'Europe, ouvrage dont l'objet est de démontrer, par les faits historiques et les principes de la saine politique, tous les maux qu'a causés à la France l'alliance autrichienne, et toutes les fautes que le Ministère français a commises depuis l'époque des traités de Versailles, de 1756, 57 et 58, jusqu'à nos jours, 1789 Texte en ligne
- Bibliothèque de l'homme public, ou Analyse raisonnée des principaux ouvrages français et étrangers sur la politique en général, la législation, les finances, la police, avec Nicolas de Condorcet et Isaac Le Chapelier, 14 vol., 1790-1792

## Source biographique
- Pierre Larousse, Grand Dictionnaire universel du XIXe siècle, vol. XII, 1874, p. 740